# دبیرستان مارشال (پورتلند، اورگان)

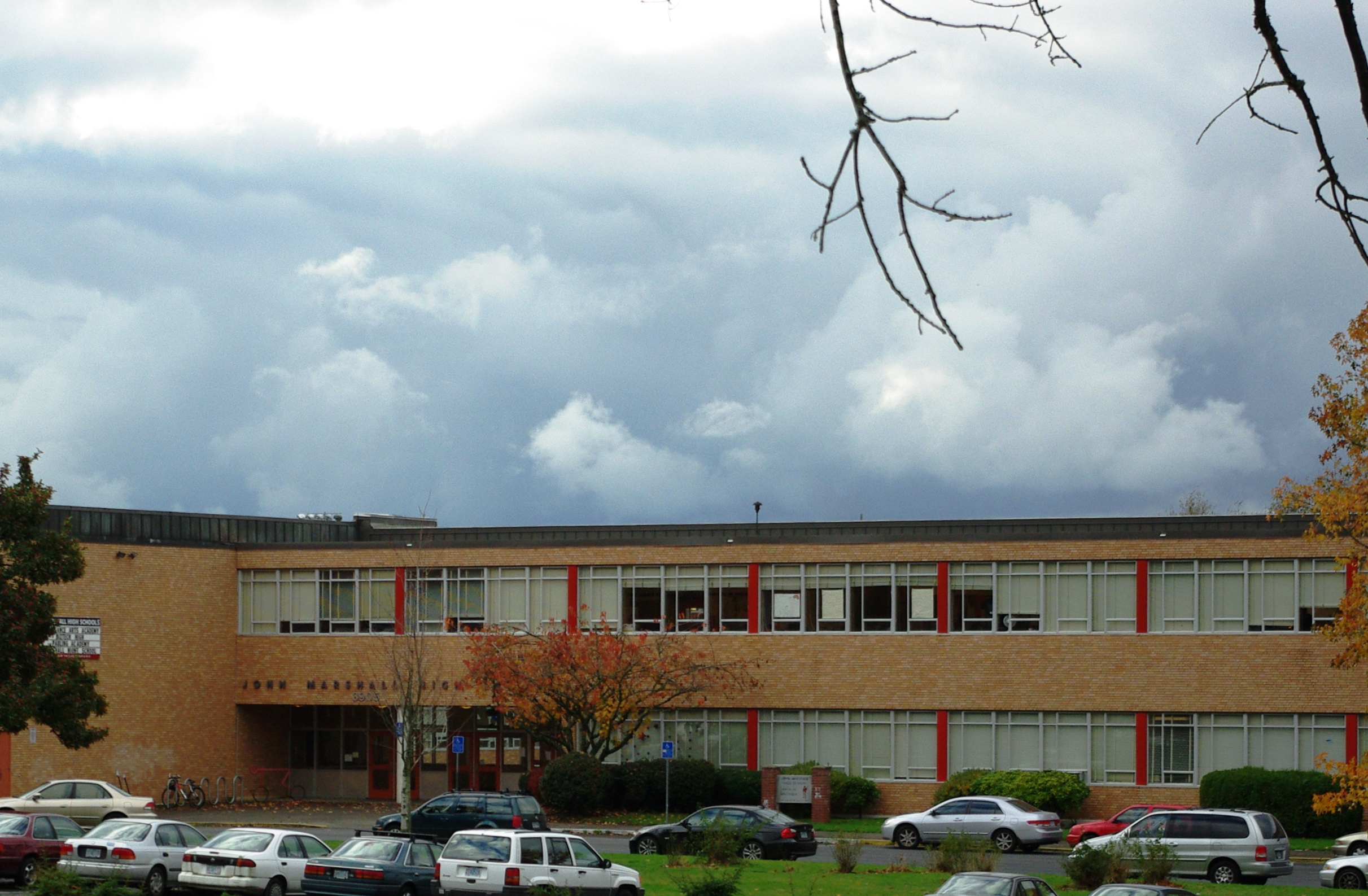
دبیرستان مارشال

دبیرستان مارشال یک دبیرستان دولتی سابق در پورتلند، اورگان، ایالات متحده است. این مدرسه در ۶ سپتامبر ۱۹۶۰ افتتاح شد و به نام جان مارشال، چهارمین رئیس دادگستری ایالات متحده نامگذاری شده‌است. این مدرسه در سال ۲۰۱۱ تعطیل شد، زیرا ناحیه مدارس دولتی پورتلند برای ادغام دانش‌آموزان و منابع در دبیرستان‌های کمتری نقل مکان کرد.

## تاریخ
مارشال برای پذیرایی از ۲۴۰۰ دانش آموز ساخته شد، اگرچه تنها ۱۳۰۰ دانش آموز در سال اول ثبت نام کردند. ساخت آن ۴۷۳۱۵۰۶ دلار هزینه داشت و شامل ۴۲ کلاس درس بود. کتابخانه ای داشت که از گوشه ای از ساختمان به داخل حیاط می‌رود، در سال اول ۷۰۰۰ جلد کتاب داشت و یک کافه تریا که ۸۰۰ دانش آموز را در خود جای می‌داد. دانش‌آموزان از مناطقی که قبلاً توسط دبیرستان‌های فرانکلین و مدیسون خدمت می‌کردند، جذب شدند.
مارشال توسط شرکت استانتون، بولز، مگوایر و چرچ طراحی شد که پردیس کالج لوئیس و کلارک را نیز طراحی کرد. مارشال دارای چندین ویژگی طراحی نوآورانه بود. این به گونه ای طراحی شده بود که دارای اتاق‌های کنفرانس متصل به کلاس‌های درس، با پنجره‌های بین آنها، به معلمان اجازه دهد تا با تک تک دانش آموزان ملاقات کنند و در عین حال کل کلاس را زیر نظر داشته باشند یا به دانش آموزان اجازه دهند در اتاق کنفرانس درس بخوانند در حالی که کلاس اصلی را تدریس می‌کنند. کلاس درس در تمام کلاس‌های معلمان کمدهایی برای نگهداری وسایل شخصی قرار می‌دهد. با وجود این ویژگی‌های طراحی، واجد شرایط ثبت ملی مکان‌های تاریخی نیست، زیرا برخلاف مدرسه راهنمایی جکسون و دبیرستان آیدا بی. ولز-بارنت ، سطح بالایی از نوآوری را در طراحی خود نشان نمی‌دهد.
در اواسط دهه ۱۹۶۰، مارشال برنامه نوآورانه‌ای را که توسط تیمی از اساتید مدرسه آموزش استنفورد توسعه داده شده بود، آزمایش کرد، که به دانش‌آموزان این فرصت را می‌داد تا تکالیف خود را در طول یک روز طولانی مدرسه تکمیل کنند. این برنامه ساختار مدرسه را بیشتر شبیه یک کالج کرد تا دانش آموزان را برای کالج بهتر آماده کند. دانش آموزان فقط دو سوم از روز خود را در کلاس می‌گذرانند و یک سوم دیگر را برای مطالعه، تحقیق یا نشستن در کلاس‌های دیگر بازمی‌گذارند. همچنین طول کلاس‌ها متفاوت بود که منجر به یک برنامه پیچیده بر اساس ماژول‌های ۲۰ دقیقه ای شد که توسط IBM 7090 ایجاد شد. در حالی که واکنش به‌طور کلی مثبت بود، مشکلاتی در آزمایش وجود داشت. همه معلمان به خوبی با کلاس‌های متمرکز بر بحث دانش‌آموز سازگار نشدند، و برخی از دانش‌آموزان به‌جای مطالعه در یک سوم رایگان روز مدرسه‌شان، مسخره می‌کردند. مدرسه همکاری بین معلمان را تشویق کرد که بسیاری آن را مثبت می‌دانستند.

## مشخصات دانشجویی
در آخرین سال فعالیت خود، جمعیت دانش‌آموزان ۴۵٪ سفیدپوست، ۲۳٪ لاتین تبار، ۱۶٪ آسیایی/اقیانوسیه و ۱۰٪ آمریکایی آفریقایی‌تبار بودند. مرزهای مارشال شامل دانشجویان بالقوه بیشتری (۱۶۴۰) نسبت به سایرین در ناحیه پورتلند بود، اگرچه ثبت نام مارشال تنها ۷۵۱ دانش آموز بود. در سال ۲۰۰۹، ۹ درصد از دانش آموزان به مدرسه منتقل شدند.

## دانشگاهیان
از سال ۲۰۰۴، مارشال شامل چهار مدرسه کوچک بود: مدرسه عالی تجارت و فناوری BizTech، آکادمی مطالعات بین‌المللی پورتلند، آکادمی علوم یکپارچه لینوس پاولینگ، و آکادمی هنرهای رنسانس.
- دبیرستان تجارت و فناوری BizTech در سال ۲۰۰۸، ۴۲ درصد از سالمندان این مدرسه دیپلم دبیرستان خود را دریافت کردند. از ۶۲ دانش آموز، ۲۶ دانش آموز فارغ‌التحصیل شدند، ۲۳ نفر ترک تحصیل کردند، ۴ نفر دیپلم اصلاح شده دریافت کردند و ۹ نفر هنوز در دبیرستان بودند.[۱۴][۱۵] در سال‌های ۲۰۰۹–۲۰۱۰، این مدرسه ۲۸۸ دانش آموز داشت.[۱۱]
- آکادمی علوم یکپارچه پاولینگ در سال ۲۰۰۸، ۵۸ درصد از سالمندان این مدرسه دیپلم دبیرستان خود را دریافت کردند. از ۷۱ دانش آموز، ۴۱ دانش آموز فارغ‌التحصیل شدند، ۲۰ نفر ترک تحصیل کردند، ۵ نفر دیپلم اصلاح شده دریافت کردند و ۵ نفر هنوز در دبیرستان بودند.[۱۴][۱۵] در سال‌های ۲۰۰۹–۲۰۱۰، این مدرسه ۱۷۵ دانش آموز داشت.[۱۱]
- آکادمی هنرهای رنسانس در سال ۲۰۰۸، ۴۴ درصد از سالمندان این مدرسه دیپلم دبیرستان خود را دریافت کردند. از ۶۱ دانش آموز، ۲۷ دانش آموز فارغ‌التحصیل شدند، ۲۲ نفر ترک تحصیل کردند، ۷ نفر دیپلم اصلاح شده دریافت کردند و ۵ نفر هنوز در دبیرستان بودند.[۱۴][۱۵] در سال‌های ۲۰۰۹–۲۰۱۰، این مدرسه ۲۸۸ دانش آموز داشت.[۱۱]

## ورزشکاری
در میان موفق‌ترین تیم‌های ورزشی مارشال، تیم‌های بسکتبال پسران بودند (که در فصل ۱۰–۲۰۰۹ به فصل پایانی رسیدند) همچنین تیم بسکتبال ۱۹۹۵–۹۶ تقریباً به فصل پس از پایان رسید، آنها یک بازی از رسیدن به فصل پس از پایان دور بودند. و تیم تشویق کننده (که در اورگان در ۲۰۰۹–۲۰۱۰ چهارم شد). تیم بسکتبال دختران در سال‌های ۱۹۸۱ و ۱۹۸۲ دو قهرمانی متوالی ایالتی را به دست آورد. با مربیگری کن تراپ و جان هیوز، تیم قهرمانی ۱۹۸۱ اولین تیم در تاریخ اورگان بود که با نتیجه ۲۶–۰ بدون شکست به پایان رسید. تیم والیبال دختران با مربیگری راد جونز، در سال ۱۹۷۸ قهرمانی ایالتی را به دست آورد و در سال‌های ۱۹۸۲، ۱۹۸۵ و در سال ۱۹۸۷ با مربیگری جان هیوز دوم شد. در سال ۱۹۸۰ تیم فوتبال دختران به مرحله یک چهارم نهایی رسید. در سال ۱۹۸۱ تیم سافت بال در ایالت سوم شد. فوتبال مارشال در سال ۱۹۷۳ به مرحله یک چهارم نهایی ایالتی رسید و آخرین بار از سال ۲۰۰۳ به پلی آف رسید، اما از سال ۱۹۹۰ در بازی پلی آف پیروز نشده بود. مدرسه اولین فصل بدون برد را در تاریخ ۵۰ ساله مدرسه در طول فصل ۲۰۰۷–۲۰۰۸ پس از شکست در آخرین بازی فصل به دبیرستان روزولت بدون برد ۲۵–۲۲ در مسابقه دو تیمی که برای رسیدن به آن تلاش کرده‌اند ثبت کرد. بخش بهتری از دهه JMHS یک مربی جدید فوتبال را در ۲۳ ژوئن ۲۰۱۰ استخدام کرد.

## فارغ التحصیلان قابل توجه
- نیک جونز، بسکتبالیست
- وارد ویور سوم، قاتل محکوم

## به عنوان یک «مدرسه هتل» در طول بازسازی PPS استفاده کنید
پس از بسته شدن آن در سال ۲۰۱۱، پردیس مارشال به یک «مدرسه هتل» تبدیل شد که به‌طور موقت دانش‌آموزان چند دبیرستان پورتلند را در حین بازسازی محوطه‌هایشان در خود جای می‌دهد. کلاس‌های دبیرستان زیر در پردیس مارشال برگزار شد و همچنان ادامه دارد:
- دبیرستان فرانکلین از ۲۰۱۵ تا 2017[۱۸]
- دبیرستان گرانت از ۲۰۱۷ تا 2019[۱۹][۲۰]
- دبیرستان Leodis V. McDaniel از ۲۰۱۹ تا 2021;[۲۱] که قبلاً دبیرستان مدیسون نام داشت
- دبیرستان پلی تکنیک بنسون از سال ۲۰۲۱ تاکنون؛[۲۲] بازسازی برنامه‌ریزی شده در سال ۲۰۲۴ به پایان برسد

## مناب
1. ↑  "School Bells Ring Again; Record Enrollments Expected".
2. 1 2  Matt Buxton (June 13, 2011). "Marshall High School closing: Anger, resignation, hope mark end of an era". OregonLive.com. Retrieved September 12, 2011.
3. ↑  "John Marshall School To Service Students In Southeast Area". The Oregonian. August 24, 1960.
4. ↑  "John Marshall High To Open In Southeast Portland". The Oregonian. 5 September 1960.
5. ↑  Wentworth, Eric (24 August 1960). "Portland Public Schools Open Sept. 6". The Oregonian.
6. ↑  "Marshall High School (Portland, Oregon) | Oregon Digital". oregondigital.org (به انگلیسی). Retrieved 2018-06-07.
7. ↑  "School Building Planned To Meet Students Needs". The Oregonian. 6 September 1960.
8. ↑  Ashby, Neal (22 November 1964). "Is Homework Necessary?". Parade: The Sunday Newspaper Magazine.
9. ↑  Guernsey, John (27 October 1963). "IBM Gadget Shelves Tradition At Marshall High". The Oregonian.
10. ↑  Guernsey, John (7 February 1965). "'Revolutionary' System At Marshall High Probes College Method On Secondary Level". The Oregonian.
11. 1 2 3 4 5  Kimberly Melton (January 21, 2010). "What will be the fate of my high school?". OregonLive.com. Retrieved July 11, 2015.
12. ↑  Kimberly Melton (February 4, 2010). "How many transfer, and where do they go?". OregonLive.com. Retrieved February 12, 2010.
13. ↑  Bill Graves (April 15, 2009). "Oregon high school dropout rate drops to lowest in a decade". OregonLive.com.
14. 1 2 3  Jerry Casey (June 30, 2009). "State releases high school graduation rates". OregonLive.com. Retrieved July 1, 2009.
15. 1 2 3  "Oregon dropout rates for 2008". OregonLive.com. June 30, 2009. Archived from the original on September 16, 2011. Retrieved July 11, 2015.
16. ↑  "OSAA - Home". www.osaa.org (به انگلیسی). Retrieved 2018-06-07.
17. ↑  "Pamplin Media Group".[پیوند مرده]
18. ↑  "Remade Franklin High School reopens to students of first day of school". KGW8. August 30, 2017. Retrieved 2019-02-15.
19. ↑  "PPS staff say Grant needs buses to Marshall". Hollywood Star News. Portland, Ore. February 28, 2017. Archived from the original on 21 February 2020. Retrieved 2019-02-15.
20. ↑  "Photos: Grant High School bond work in full swing". Daily Journal of Commerce. December 20, 2017. Retrieved 2019-02-15.
21. ↑  "Summer construction transforms many neighborhood schools". Hollywood Star News. August 15, 2018. Archived from the original on 22 August 2020. Retrieved 2019-02-15.
22. ↑  "Benson Polytechnic High School". www.pps.net. Retrieved 14 August 2021.